# Justino Antolínez de Burgos

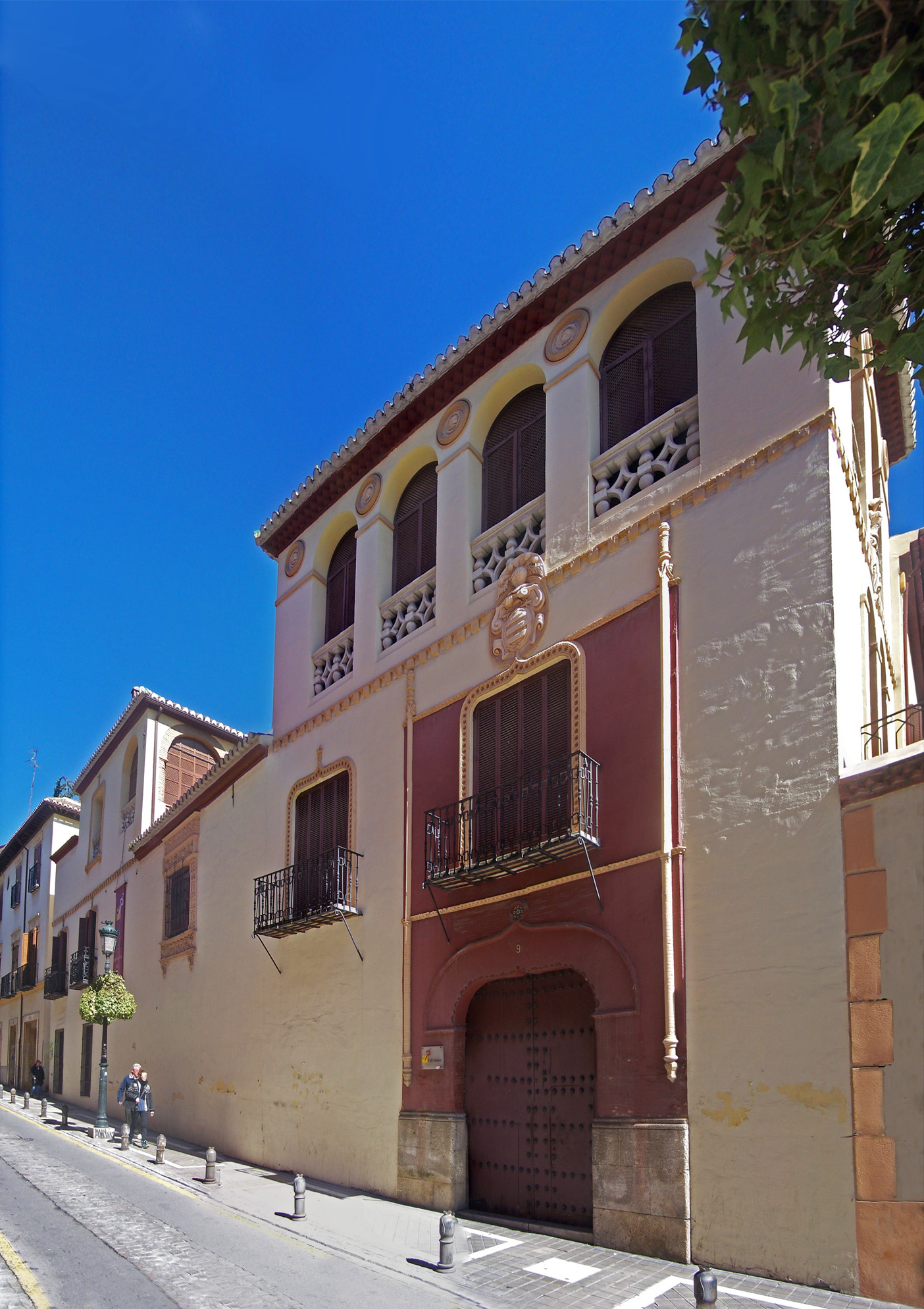
Casa palacio de los marqueses de Casablanca en la calle Pavaneras, n.º 9, de Granada, donde residió Justino Antolínez de Burgos.

Justino Antolínez de Burgos (Valladolid, ca. 1557 – Tortosa, 7 de septiembre de 1637) fue un religioso agustino e historiador español, primer abad del Sacromonte y obispo de Tortosa.

## Biografía

### Familia
Hijo de Galaz Antolínez de Burgos, regidor de Valladolid y de Catalina Alfonso de Saavedra, tuvo, al menos, trece hermanos, entre ellos Agustín Antolínez, también agustino, que fue obispo de Ciudad Rodrigo y de Santiago de Compostela. Se ha apuntado la posibilidad de que el historiador Juan Antolínez de Burgos fuera también hermano o pariente cercano suyo.

### Formación y trayectoria
Completados los estudios elementales, ingresó en la Universidad de Valladolid, donde adquirió el grado de bachiller en Leyes el 2 de agosto de 1581. Fue ordenado presbítero y en 1585 entró como capellán al servicio del presidente de la Real Chancillería de Valladolid, a la sazón Pedro de Castro y Quiñones. Fue examinado en 1587 para ingresar como abogado en la misma Chancillería, recibiendo la correspondiente licencia y poco después fue elegido por Pedro de Castro como su jurisconsulto de cámara.
Convertido en hombre de confianza de Pedro de Castro, lo acompañó cuando este aceptó el cargo de arzobispo de Granada. Fue nombrado sucesivamente provisor y vicario general del arzobispado; profesor, catedrático de derecho canónico y juez conservador en la Universidad de Granada; alcalde de hijosdalgo en la Real Chancillería; ordinario del Santo Oficio para Granada, Toledo, Málaga y Guadix; capellán real en 1596; canónigo de la catedral en 1604; canónigo tesorero de Santiago en 1605, prebenda a la que renunció para permanecer al lado de Pedro de Castro; arcediano de Granada en 1609, abad del Sacromonte el 17 de julio de 1610; deán de la catedral de Granada en 1612, nombrado por el nuevo arzobispo Pedro González de Mendoza; tesorero de la catedral de Sevilla en julio de 1613 y gobernador del Sacromonte en 1618.
La Universidad de Granada le convalidó sus estudios, experiencia y conocimientos en derecho canónico por el grado de doctor el 21 de diciembre de 1597, lo que posibilitaba el acceso a dignidades eclesiásticas, según los requisitos establecidos por el concilio de Trento.
Junto a su hermano Almerique, presbítero y provisor que también residía en Granada, intervino en los trabajos relacionados con los hallazgos en el monte de Valparaíso y en la torre Turpiana y participó activamente en la junta que definió como verdaderas las reliquias encontradas. 

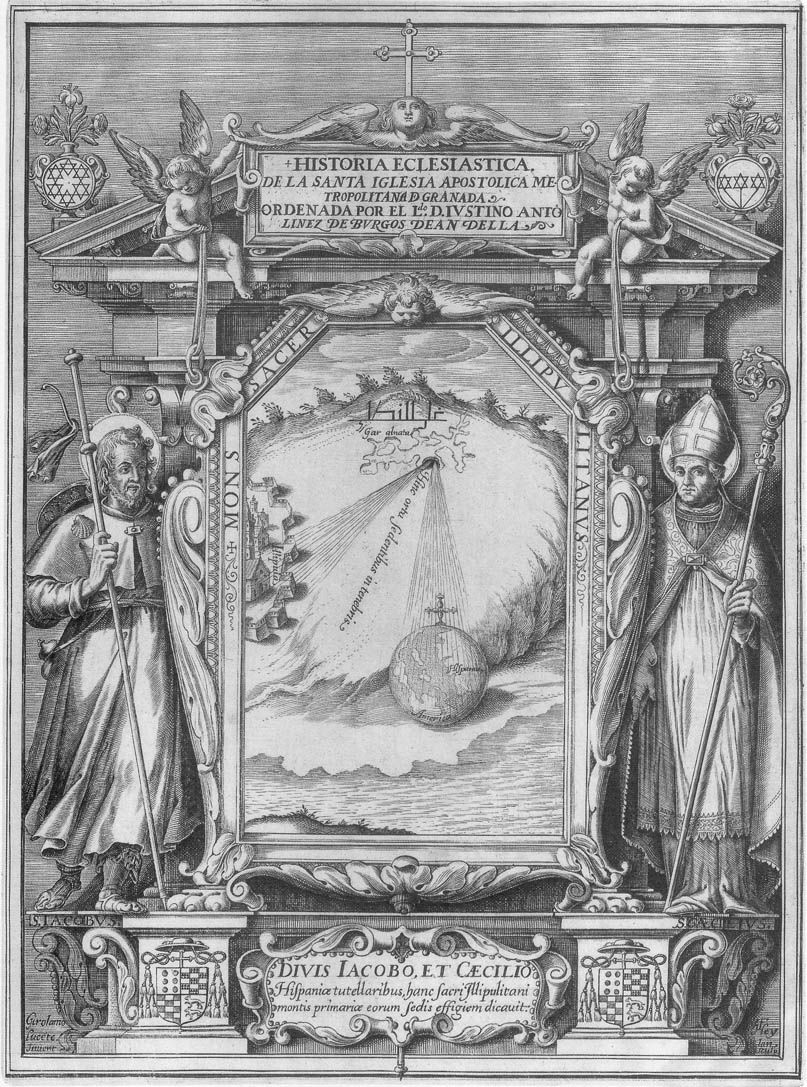
Segunda versión de la portada dibujada por Girolamo Lucente y grabada por Francisco Heylan para la Historia eclesiástica de Granada.

Justino Antolínez residió en Granada en una casa propia de los marqueses de Casablanca, situada en la calle Pavaneras, que se conserva muy restaurada. Siendo deán, dio acogida al licenciado Francisco de Velasco, un antiguo soldado, y más tarde cura, que adoptó en sus últimos años una vida de ascetismo y penitencia, siendo conocido generalmente por el «cura santo de San Matías», y que murió en 1622 estando cobijado en casa de Antolínez.

### Historiador
Influido por esta participación de primera línea en los hallazgos sacromontanos y con fe absoluta en su autenticidad, redactó una Historia eclesiástica de Granada, que concluida desde 1611 y tras sufrir numerosas vicisitudes, no llegó a imprimirse al suspender la edición el propio Antolínez en 1635, tras recibir noticias del cabildo sacromontano de la inminente publicación de otro tratado de las mismas características preparado por Francisco Bermúdez de Pedraza. La obra fue estructurada en tres partes: La primera con la historia de la iglesia en Granada desde sus orígenes hasta 1588, año en que murió el arzobispo Juan Méndez Salvatierra. En la segunda versa sobre su valedor, Pedro de Castro, también dedicatario de la obra, y sobre la trayectoria de este al frente del arzobispado de Granada. Y la tercera aborda con amplitud los hallazgos de reliquias, láminas y libros plúmbeos en el monte Ilipulitano de Valparaíso y en la torre Turpiana. Antolínez se muestra en toda la obra firme creyente y defensor de la veracidad y autenticidad de estas reliquias y escritos. Para ilustrar la edición, Francisco Heylan preparó un extenso programa de grabados cuyas planchas se conservan en la Abadía del Sacromonte, entre los cuales se encuentra el plano detallado más antiguo de Granada, dibujado por Ambrosio de Vico y conocido como Plataforma de Granada, o también de Vico.

### Obispo
El 14 de febrero de 1627 fue presentado por el rey Felipe IV para la sede de Tortosa y nombrado para la misma el 17 de julio del mismo año. Recibió la consagración episcopal en Granada el 8 de julio de 1628 de manos del cardenal y arzobispo Agustín Spínola, asistido por los obispos de Guadix, Juan de Arauz Díaz, y de Almería. Hizo entrada solemne en la diócesis el 22 del mismo mes y año, encontrándola en un estado poco satisfactorio, según carta dirigida al Sacromonte en la que expresaba su descontento, preocupación y quejas por diversos asuntos que debió enfrentar recién iniciado el pontificado: La indisciplina de los canónigos, cuyo coro se producía sin orden y que no querían tener constituciones impresas ni normas para su gobierno; los muchos pleitos que se planteaban en la diócesis; los clérigos que no sabían leer; la falta de confesores; la abundancia de causas de nulidad matrimoniales; la «facilidad con que matan muchos clérigos»; y la falta de colaboradores, pues según las constituciones diocesanas los cargos habían de recaer en catalanes, aragoneses o valencianos y Antolínez no encontraba entre ellos personas bien formadas en quienes confiar. Durante su pontificado se establecieron los jesuitas en la diócesis, se celebró sínodo en 1637 y realizó visitas pastorales los años 1630 y 1634. Asistió al concilio tarraconense de 1635-1636, donde se mostró firme partidario de la predicación en catalán, como hizo durante todo su pontificado.

### Final
Falleció el 7 de septiembre de 1637 y su cadáver fue sepultado ante el altar mayor de la catedral de Tortosa.